# Durio pinangianus
Durio pinangianus е вид растение от семейство Слезови (Malvaceae). Видът е световно застрашен, със статут Уязвим.

## Разпространение
Разпространен е в Малайзия.